# بوبي بروير
بوبي بروير (بالإنجليزية: Bobby Brewer)‏ هو مقدم برامج إذاعية أمريكي، ولد في 1965.